# Bab Borj Ennar

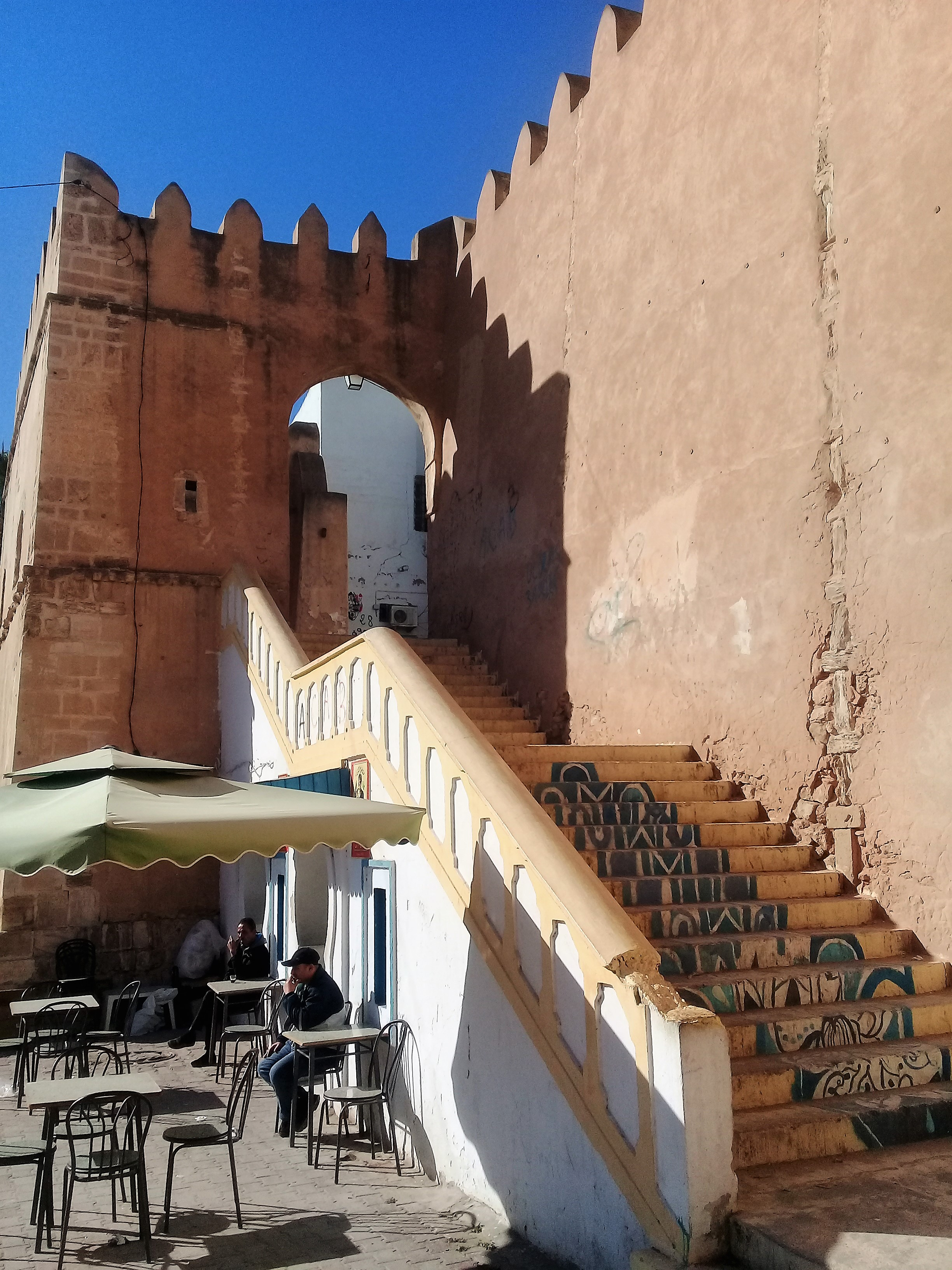
Bab Borj Ennar

Bab Borj Ennar (باب برج النار, DMG Bāb Burǧ an-Nār) ist eines der Eingangstore der Medina von Sfax und befindet sich auf der östlichen Seite der südlichen Stadtmauer. Es ermöglicht den Zugang zur in der südöstlichen Ecke der Medina gelegenen Befestigungsanlage.
Aufgrund der topographischen Lage erfolgt der Zugang zum Tor über eine Treppe ausgehend vom Parkplatz am Fuß der Stadtmauer, angrenzend an die Avenue Al-Belhouane.
Das Eingangstor gehört zu mehreren Eingängen, die Anfang des 20. Jahrhunderts geschaffen wurden, um einerseits die Medina zu entlasten und andererseits den Anschluss an das Kolonialviertel Bab El Bhar zu erleichtern.